# Cohesió del terreny
La cohesió del terreny  és la qualitat per la qual les partícules del terreny es mantenen unides en virtut de forces internes, que depenen, entre altres coses del nombre de punts de contacte que cada partícula té amb les seves veïnes. En conseqüència, la cohesió és més gran com més fines són les partícules del terreny.

## Cohesió i adhesió
En l'anàlisi de les causes determinants de la plasticitat és indispensable establir la diferència entre  cohesió  i  adhesió . L'adhesió és causada per l'atracció de la fase líquida sobre la superfície sòlida. La cohesió en un terreny humit és provocada per les molècules de la fase líquida que actua com a pont o membrana entre les partícules veïnes. Tant la cohesió com l'adhesió són influenciades pel contingut de col·loides inorgànics, resultant d'aquesta manera correlacionada amb la plasticitat.

### Cuantifiación de la cohesió
La força cohesiva de l'aigua entre dues partícules de terreny veïnes pot ser expressada, segons Nichols, per la següent fórmula empírica:

{\displaystyle c=4\pi \tau {\frac {Kr}{d}}\cos {\alpha }}

On:
{\displaystyle c\,}: cohesió, expressada en força per unitat de superfície.
{\displaystyle K\,}: constant determinada experimentalment.
{\displaystyle r\,}: radi de la partícula.
{\displaystyle \tau \,}: tensió superficial del líquid.
{\displaystyle \alpha \,} = angle de contacte entre el líquid i la partícula.
{\displaystyle d\,}: distància entre les partícules
La força cohesiva en un terreny és, segons Nichols, inversament proporcional al percentatge humitat d'aquest. Com a exemple es mostren alguns resultats pràctics obtinguts per Nichols amb terrenys preparats.
| Terreny               | % D'humitat | Cohesió (F) expressat en gr/polzada 2 |
| Arena 2/3, Argila 1/3 | 10.90       | 17.23                                 |
| Arena 1/3, Argila 2/3 | 12.73       | 26.40                                 |
| Argila                | 13.55       | 56.00                                 |